# Емили Ратајковски
Емили О’Хара Ратајковски (Emily O'Hara Ratajkowski, Лондон, 7. јун 1991) је америчка манекенка и глумица. Први пут се појавила на насловници еротског магазина treats!. Ратајковски се бави питањима женског здравља и подупире право жена да изразе своју сексуалност. Изјашњава се као феминисткиња, због чега је истовремено и подржавана и прекоравана.

## Младост
Емили Ратајковски је рођена као једино дијете Кетлин Балдлеј и Џона Дејвида. Пошто је напунила пет година, преселила се с породицом у Сан Дијего, Калифорнији. Отац јој је био католик, а мајка јеврејка. Почела је глумити још као дијете показујући свој таленат искључиво родитељима. Посјећивала је нудистичке плаже с родитељима још као адолесцент.

## Каријера
Уз охрабрење пријатеља састала се с агентом за таленте који је контактирао с агенцијом Ford Models. С четрнаест година је потписала уговор с том модном агенцијом. Учешће у многим кампањама ставило ју је у сам врх америчког моделинга. Данас спада у пет најбољих свјетских модела.

## Приватни живот
У фебруару 2014. раскинула је с дугогодишњим дечком Ендруом. У септембру је постала жртва мрежних хакера. У марту 2018. удала се послије три мјесеца везе.